# Ulvi Cemal Erkin
Ulvi Cemal Erkin (ur. 14 marca 1906 w Stambule, zm. 15 września 1972 w Ankarze)  – turecki kompozytor i pedagog. 

## Życiorys
W 1925 wygrał konkurs umożliwiający mu naukę w Konserwatorium Paryskim oraz w Narodowej Szkole Muzycznej w Paryżu; studiował kompozycję i grę fortepianową u Jeana Gallona, Noëla Gallona i Nadii Boulanger. Po powrocie do Turcji w 1930 został wykładowcą w szkole dla nauczycieli muzyki w Ankarze. W 1949 został mianowany dyrektorem Konserwatorium Państwowego w Ankarze; od 1951 kierował tam Katedrą Fortepianu .
Wraz z Cemalem Reşitem Reyem, Ahmetem Adnanem Saygunem, Hasanem Feritem Alnarem i Necilem Kazimem Aksesem współtworzył tzw. Grupę Pięciu (Türk Beşleri) .

## Twórczość
W swojej twórczości umiejętnie wykorzystywał tradycyjną muzykę turecką, a zwłaszcza jej rytm. Jego kompozycje początkowo odzwierciedlały wpływ impresjonizmu, ale z czasem Erkin odnalazł własny idiom, łącząc barwną ekspresję z bogatą i różnorodną instrumentacją .
Pisał utwory orkiestrowe (m.in. 3 symfonie, w tym koncertującą na fortepian; 2 koncerty: fortepianowy i skrzypcowy), muzykę kameralną, muzykę sceniczną, utwory fortepianowe i skrzypcowe oraz pieśni . Największy rozgłos przyniosła mu rapsodia Köçekçe (1943).

## Odznaczenia
- 1950 – Order Palm Akademickich[2]
- 1959 – Kawaler Legii Honorowej[2]
- 1963 – Kawaler Orderu Zasługi Republiki Włoskiej[2]
- 1970 – Oficer Legii Honorowej[2]